# Валандово (община)
Община Валандово (мак. Општина Валандово) — община в Північній Македонії. Адміністративний центр — місто Валандово. Розташована на південному сході  Македонії, Південно-Східний статистично-економічний регіон, з населенням 11 890 мешканців, які проживають на площі — 331,4 км².